# Выборы губернатора Вологодской области (2014)
Выборы губернатора состоялись в Вологодской области 14 сентября 2014 года в единый день голосования.
На 1 июля 2014 года в Вологодской области было зарегистрировано 970 420 избирателей. Выборы признавались состоявшимися при любой явке, так как порог явки не установлен.
Для голосования было открыто 1011 избирательных участков, из которых 986 – стационарных и 25 – временных, оборудованных, как правило, в больницах и родильных домах.
На 86 участках в Череповце были установлены комплексами электронного голосования.

## Предшествующие события
Предыдущие прямые выборы губернатора Вологодской области прошли в декабре 2003 года. На них на третий срок был переизбран Вячеслав Позгалёв (82,93 %), возглавлявший правительство области с 1996 года. На тех выборах губернатор впервые избирался на 5 лет.
В сентябре 2004 года президент России Владимир Путин предложил заменить прямые выборы глав регионов на утверждение их в должности решениями законодательных органов по предложению президента. Соответствующий законопроект был разработан и принят в декабре 2004 года.
Полномочия Позгалёва истекали в декабре 2008 года, но в мае 2007 года он поставил перед президентом РФ Владимиром Путиным вопрос о доверии. Причиной этого решения назывались снижение результатов партии «Единая Россия» на мартовских выборах в заксобрание Вологодской области (41,9 %) и рост «Справедливой России» (20,9 %), а также ожидавшиеся в конце 2007 года выборы в Госдуму. В июне президент Путин, через новую процедуру утверждения заксобранием Вологодской области, назначил Позгалёва губернатором ещё на один пятилетний срок.
В декабре 2011 года, сразу после выборов в Госдуму и областное заксобрание, Вячеслав Позгалёв досрочно ушёл в отставку, хотя его полномочия истекали лишь в июне 2012 года. Новым губернатором президент Дмитрий Медведев назначил мэра Череповца Олега Кувшинникова (сначала как врио губернатора, затем был утверждён областным заксобранием). Он вступил в должность 29 декабря 2011 года на пятилетний срок.
В мае 2012 года президент России Дмитрий Медведев, президентский срок которого заканчивался, подписал закон, возвращавший в России прямые выборы глав регионов Закон вступал в силу 1 июня 2012 года.
Полномочия Кувшинникова истекали в декабре 2016 года, однако в мае 2014 он досрочно подал в отставку и при этом попросил у президента Путина разрешения баллотироваться вновь (в иных случаях закон это запрещает). Путин разрешение дал и назначил Кувшинникова врио губернатора до вступления в должность избранного на выборах. Отмечалось, что подобное назначение делает неравными условия борьбы за пост главы региона, то есть фактически является административным ресурсом.

## Требования к кандидатам
Действовавший на момент назначения выборов закон «О выборах Губернатора Вологодской области», устанавливал, что кандидаты выдвигаются только политическими партиями, имеющими право участвовать в выборах. Самовыдвижение не допускается. Избран может быть гражданин Российской Федерации достигший возраста 30 лет. У кандидата не должно быть гражданства иностранного государства либо вида на жительство в какой-либо иной стране.

### Муниципальный фильтр
1 июня 2012 года вступил в силу закон, вернувший прямые выборы глав субъектов Российской Федерации. Однако был введён так называемый муниципальный фильтр, для прохождения которого кандидатам требуется собрать в свою поддержку от 5 % до 10 % подписей от общего числа муниципальных депутатов и избранных на выборах глав муниципальных образований, в числе которых должно быть от 5 до 10 депутатов представительных органов муниципальных районов и городских округов и избранных на выборах глав муниципальных районов и городских округов. Муниципальным депутатам представлено право поддержать только одного кандидата.
В Вологодской области кандидаты должны собрать подписи 7 % муниципальных депутатов и глав муниципальных образований. Среди них должны быть подписи депутатов районных и городских советов и (или) глав районов и городских округов в количестве 7 % от их общего числа. Кроме того, кандидат должен получить подписи не менее чем в трёх четвертях районов и городских округов, то есть в 21 из 28.
10 июня 2014 года избирательная комиссия опубликовала расчёт числа подписей. Каждый кандидат должен был собрать подписи от 214 до 224 депутатов всех уровней и избранных глав муниципальных образований, из которых от 39 до 41 — депутатов райсоветов и советов городских округов и избранных глав районов и городских округов не менее чем в 21 районах.
|                                                              | Количество | Доля | Муниципальные образования                                                                    | Территориальные требования                    |
| ------------------------------------------------------------ | ---------- | ---- | -------------------------------------------------------------------------------------------- | --------------------------------------------- |
| Депутаты и (или) избранные главы муниципальных образований   | 214-224    | 7 %  | 2 городских округа, 26 муниципальных районов, 22 городских поселения, 233 сельских поселения | —                                             |
| Депутаты и (или) избранные главы районов и городских округов | 39-41      | 7 %  | 2 городских округа, 26 муниципальных районов                                                 | из 21 административной единицы второго уровня |

## Кандидаты
| Кандидат              | Должность (на момент выдвижения)        | Партия                | Статус                 | Кандидаты в Совет Федерации                           |
| --------------------- | --------------------------------------- | --------------------- | ---------------------- | ----------------------------------------------------- |
| Сергей Каргинов       | депутат Госдумы                         | ЛДПР                  | зарегистрирован        | Дмитрий Башкирцев Ольга Ширикова Сергей Лушкин        |
| Олег Кувшинников      | врио губернатора Вологодской области    | «Единая Россия»       | зарегистрирован        | Николай Тихомиров Михаил Ставровский Юрий Сапожников  |
| Александр Морозов     | депутат заксобрания Вологодской области | КПРФ                  | зарегистрирован        | Андрей Отряскин Николай Жаравин Михаил Селин          |
| Роман Морозов         | директор ООО «МИР»                      | «Яблоко»              | отказано в регистрации | —                                                     |
| Кирилл Панько         | юрисконсульт                            | «Коммунисты России»   | отказано в регистрации | —                                                     |
| Александр Тельтевской | депутат заксобрания Вологодской области | «Справедливая Россия» | зарегистрирован        | Александр Калябин Маргарита Савоськина Виктор Вавилов |

10 августа 2014 года избирком отказал в регистрации Роману Морозову (Яблоко) и Кириллу Панько (Коммунисты России).

## Результаты
| Место                                    | Место                                    | Кандидат                                 | Партия                                   | Голосов | %       |
| ---------------------------------------- | ---------------------------------------- | ---------------------------------------- | ---------------------------------------- | ------- | ------- |
|                                          | 1.                                       | Олег Кувшинников                         | «Единая Россия»                          | 181 047 | 62,98 % |
|                                          | 2.                                       | Александр Морозов                        | КПРФ                                     | 51 849  | 18,04 % |
|                                          | 3.                                       | Сергей Каргинов                          | ЛДПР                                     | 29 719  | 10,34 % |
|                                          | 4.                                       | Александр Тельтевской                    | «Справедливая Россия»                    | 18 128  | 6,31 %  |
| Действительных бюллетеней                | Действительных бюллетеней                | Действительных бюллетеней                | Действительных бюллетеней                | 280 743 | 97,65 % |
| Недействительных бюллетеней              | Недействительных бюллетеней              | Недействительных бюллетеней              | Недействительных бюллетеней              | 6747    | 2,35 %  |
| Всего проголосовало                      | Всего проголосовало                      | Всего проголосовало                      | Всего проголосовало                      | 287 490 | 100 %   |
|                                          |                                          |                                          |                                          |         |         |
| Число бюллетеней, выданных досрочно      | Число бюллетеней, выданных досрочно      | Число бюллетеней, выданных досрочно      | Число бюллетеней, выданных досрочно      | 21 632  | 7,52 %  |
| Число бюллетеней, выданных на участке    | Число бюллетеней, выданных на участке    | Число бюллетеней, выданных на участке    | Число бюллетеней, выданных на участке    | 229 816 | 79,87 % |
| Число бюллетеней, выданных вне помещения | Число бюллетеней, выданных вне помещения | Число бюллетеней, выданных вне помещения | Число бюллетеней, выданных вне помещения | 36 294  | 12,61 % |
| Всего приняло участие в выборах (явка)   | Всего приняло участие в выборах (явка)   | Всего приняло участие в выборах (явка)   | Всего приняло участие в выборах (явка)   | 287 742 | 100 %   |
|                                          |                                          |                                          |                                          |         |         |
| Явка избирателей                         | Явка избирателей                         | Явка избирателей                         | Явка избирателей                         | 287 742 | 29,71 % |
| Число избирателей                        | Число избирателей                        | Число избирателей                        | Число избирателей                        | 968 226 | 100 %   |